# هوانگ یونگ هی
هوانگ یونگ هی (کره‌ای: 황영희؛ زادهٔ ۲۲ مارس ۱۹۶۹) بازیگر و مدل اهل کره جنوبی است. او به خاطر ایفای نقش در درام‌های وقتی تو خواب بودی و وقتی کاملیا شکوفا می‌شود شناخته می‌شود. او همچنین در فیلم‌هایی همچون شاهد، سگ ولگرد و مادر حضور پیدا کرده‌است.

## فیلم‌شناسی
- گزیدهٔ فیلم‌شناسی

### فیلم
- مادر (۲۰۰۹)

### مجموعه تلویزیونی
- وارثان (۲۰۱۳)
- آیینه جادوگر (۲۰۱۶)
- مدیر خوب (۲۰۱۷)
- وقتی تو خواب بودی (۲۰۱۷)
- وقتی کاملیا شکوفا می‌شود (۲۰۱۹)
- پلی‌لیست بیمارستان (۲۰۲۰)
- پادشاه: سلطنت ابدی (۲۰۲۰)
- طلوع ماه در رودخانه (۲۰۲۱)
- جوانان ماه مه (۲۰۲۱)
- معشوقه جینکس (۲۰۲۲)
- وب‌تون امروز (۲۰۲۲)
- کافه حقوق (۲۰۲۲)
- دوز روزانه آفتاب (۲۰۲۳)
- ملکه اشک (۲۰۲۴)